# Borowiec (Chrzanów)
Borowiec – osiedle w Chrzanowie położone w jego południowo-zachodniej części, o statusie jednostki pomocniczej gminy Chrzanów.
Borowiec od północy sąsiaduje z osiedlem Stara Huta, od wschodu – z osiedlami Rospontowa i Stella oraz Pogorzycami, od południa z Zagórzem w gminie Babice, a od zachodu z gminą Libiąż.
Osiedle dzieli na dwie części płynąca na południe rzeka Chechło. Część lewobrzeżna (wschodnia) osiedla powstała jako typowa wieś-ulicówka, tworzy ją zabudowa jednorodzinna wzdłuż ulicy Borowcowej, która ciągnie się aż do granicy z Zagórzem. Część prawobrzeżna (zachodnia) ma charakter przemysłowy, znajdują się tu m.in. zakłady przemysłu spożywczego (chłodnia, zakłady mięsne, mleczarnia), a także oczyszczalnia ścieków. Na wschodnim krańcu osiedla, pod wzgórzem Żelatowa, znajduje się także kopalnia i prażalnia dolomitu.

## Obszar osiedla
Osiedle obejmuje następujące ulice: Boczna, Borowcowa (od wiaduktu kolejowego do końca ulicy), Dolomitowa, Kamienna, Krucza, Młyńska, Powstańców Styczniowych (od wiaduktu kolejowego do końca ulicy), Przy Moście, Skalna, Sosnowa, Strzelecka, Żelatowa, Żurawiec.